# ReJoyce: The Christmas Album
ReJoyce: The Christmas Album — пятый студийный альбом американской певицы Джессики Симпсон, выпущенный 23 ноября 2004 года на лейбле Columbia Records. Альбом состоит из кавер-версий известных рождественских песен, включая дуэты с сестрой певицы, Эшли Симпсон, и тогдашним мужем, Ником Лаше. С альбома было выпущено два сингла: «Let It Snow, Let It Snow, Let It Snow» и «What Christmas Means to Me», а на песню «O Holy Night» было снято музыкальное видео.
ReJoyce: The Christmas Album был выпущен после огромного успеха предыдущего альбома певицы, In This Skin (2003). В США было продано 669 000 копий альбома, получившего статус «золотого» от RIAA. По всему миру было продано более 2 миллионов копий альбома.

## Появление в чартах
Альбом дебютировал в Billboard 200 на 16-й позиции с продажами 152 000 копий за первую неделю, позже поднявшись в чарте до 14-й строчки. На февраль 2009 года в США было продано 669 000 копий, благодаря чему альбом стал золотым.

## Список композиций
| №                   | Название                                                       | Автор(ы)                                      | Длительность |
| ------------------- | -------------------------------------------------------------- | --------------------------------------------- | ------------ |
| 1.                  | «Let It Snow, Let It Snow, Let It Snow»                        | Sammy Cahn, Jule Styne                        | 2:01         |
| 2.                  | «The Christmas Song (Chestnuts Roasting on an Open Fire)»      | Mel Tormé, Robert Wells                       | 4:02         |
| 3.                  | «Baby, It’s Cold Outside» (в дуэте с Ником Лаше)               | Frank Loesser                                 | 2:47         |
| 4.                  | «O Holy Night»                                                 | Adolphe Adam                                  | 4:10         |
| 5.                  | «The Little Drummer Boy» (в дуэте с Эшли Симпсон)              | Katherine Davis, Henry Onorati, Harry Simeone | 3:39         |
| 6.                  | «I Saw Mommy Kissing Santa Claus»                              | Tommie Connor                                 | 3:07         |
| 7.                  | «What Child Is This»                                           | Traditional                                   | 3:55         |
| 8.                  | «What Christmas Means to Me»                                   | George Gordy, Allen Story, Anna Gordy Gaye    | 3:00         |
| 9.                  | «Breath of Heaven (Mary’s Song)»                               | Chris Eaton, Amy Grant                        | 5:38         |
| 10.                 | «It’s Christmas Time Again»                                    | Billy Mann, Lachey, Rojas, Jessica Simpson    | 3:12         |
| 11.                 | «Hark! The Herald Angels Sing» (при участии Tye Tribbett и GA) | Felix Mendelssohn                             | 3:12         |
| Общая длительность: | Общая длительность:                                            | Общая длительность:                           | 38:53        |

## A Special Limited Edition Christmas Collection
Первый мини-альбом Симпсон под названием A Special Limited Edition Christmas Collection продавался вместе с делюкс-версией альбома ReJoyce: The Christmas Album, которая была доступна исключительно на её официальном сайте.

### Список композиций
| №                   | Название                                          | Автор(ы)                                      | Длительность |
| ------------------- | ------------------------------------------------- | --------------------------------------------- | ------------ |
| 1.                  | «Let It Snow, Let It Snow, Let It Snow»           | Sammy Cahn, Jule Styne                        | 2:01         |
| 2.                  | «The Little Drummer Boy» (в дуэте с Эшли Симпсон) | Katherine Davis, Henry Onorati, Harry Simeone | 3:39         |
| 3.                  | «O Holy Night»                                    | Adolphe Adam                                  | 4:10         |
| 4.                  | «What Christmas Means to Me»                      | George Gordy, Allen Story, Anna Gordy Gaye    | 3:00         |
| 5.                  | «Breath of Heaven (Mary’s Song)»                  | Chris Eaton, Amy Grant                        | 5:38         |
| 6.                  | «Hark! The Herald Angels Sing»                    | Felix Mendelssohn                             | 3:12         |
| 7.                  | «Angels» (Acoustic Version)                       | Guy Chambers, Robbie Williams                 | 4:05         |
| Общая длительность: | Общая длительность:                               | Общая длительность:                           | 25:53        |

## Синглы
| Год  | Сингл                                   | Позиции в чартах | Позиции в чартах |
| Год  | Сингл                                   | Billboard AC     |                  |
| ---- | --------------------------------------- | ---------------- | ---------------- |
| 2004 | «Let It Snow, Let It Snow, Let It Snow» | 20               |                  |
| 2004 | «What Christmas Means to Me»            | 8                |                  |

## Позиции в чартах
| Чарт (2004—2012)                  | Макс. позиция |
| --------------------------------- | ------------- |
| U.S. Billboard Top Holiday Albums | 2             |
| U.S. Billboard 200                | 14            |
| U.S. Billboard Catalog Albums     | 30            |